# Robert Mercer Taliaferro Hunter
Robert Mercer Taliaferro Hunter (Mount Pleasant, 21 aprile 1809 – Alexandria, 18 luglio 1887) è stato un politico statunitense, rappresentante e Senatore della Virginia.

## Biografia
Nato in Virginia il 21 aprile 1809, fu scolarizzato privatamente; laureato in legge dall'Università della Virginia a Charlottesville nel 1828 ed ammesso all'Ordine degli Avvocati nel 1830, iniziò il praticantato a Lloyds, Virginia.
Membro dell'Assemblea Generale dello Stato dal 1834 al 1837; eletto nel partito States-Rights Whig al venticinquesimo, ventiseiesimo e ventisettesimo Congresso (4 marzo 1837 – 3 marzo 1843); speaker della Camera dei rappresentanti nel ventiseiesimo Congresso; candidato per la rielezione al ventottesimo Congresso, ma sconfitto; eletto al ventinovesimo Congresso (4 marzo 1845 – 3 marzo 1847); presidente del Comitato per il Distretto della Columbia (ventinovesimo Congresso).
Eletto al Senato degli Stati Uniti nel 1846; rieletto nel 1852 e nel 1858 e in carica dal 4 marzo 1847 al 28 marzo 1861, quando si dimise; espulso dal Senato nel 1861 per aver sostenuto la secessione; presidente del Comitato per gli edifici pubblici (dal trentesimo al trentaduesimo Congresso), del Comitato per le Finanze (dal trentunesimo al trentaseiesimo Congresso).
Delegato della Virginia al Congresso Provvisorio Confederato a Richmond; Segretario di Stato Confederato 1861 - 1862; servì nel Senato Confederato per la Virginia nel primo e secondo Congresso 1862 - 1865 e fu Presidente pro tempore in varie occasioni; fu uno dei Commissari incontratisi con Abraham Lincoln in Hampton Roads nel febbraio 1865 per trattare la pace; fu imprigionato brevemente alla fine della Guerra di secessione.
Tesoriere di Stato della Virginia 1874 - 1880; esattore per il porto di Tappahannock, Virginia 1885; morì ad Alexandria il 18 luglio 1887 e fu sepolto a 'Elmwood' nella tomba di famiglia, nei pressi di Loretto, Virginia.